# Acido trifosforico
L'acido trifosforico (anche detto Acido Tripolifosforico), con la formula H5P3O10, è una forma condensata di acido fosforico.  Nella famiglia degli acidi fosforici, è il successivo acido polifosforico dopo l'acido pirofosforico , H4P2O7, chiamato anche acido difosforico.
Composti come ATP (adenosina trifosfato ) sono esteri dell'acido trifosforico.
L'acido trifosforico non è stato ottenuto in forma cristallina. La miscela di equilibrio con una composizione globale corrispondente a H5P3O10  contiene circa il 20% di acido trifosforico. Una soluzione della specie pura può essere ottenuta per scambio ionico del sale di sodio, trifosfato di sodio, a 0 °C.
L'acido trifosforico è un acido pentaprotico, il che significa che può rilasciare cinque protoni in condizioni sufficientemente basiche. Sono riportati vari valori di p Ka.